# Фосармато (Павија)
Фосармато је насеље у Италији у округу Павија, региону Ломбардија.
Према процени из 2011. у насељу је живело 543 становника. Насеље се налази на надморској висини од 79 м.